# Vincent D'Onofrio
Vincent Philip D'Onofrio (n. 30 iunie 1959, New York City, New York, SUA) este un actor american de origine italiană, câștigător al Premiului Saturn și nominalizat la Premiile Primetime Emmy⁠(d). El este cunoscut pentru rolurile sale din filmele Full Metal Jacket, Men in Black, Kill the Irishman, Jurassic World sau Death Wish, dar și din serialele Daredevil sau Law & Order: Criminal Intent.

## Filmografie
- Avertizarea 3 (2017)